# Trichopsetta melasma
Trichopsetta melasma es una especie de pez de la familia Bothidae en el orden de los Pleuronectiformes.

## Hábitat
Es un pez de mar.

## Distribución geográfica
Se encuentra en las  costas del  Atlántico Occidental (desde las Bahamas hasta Honduras y, probablemente también, en Florida).